# Парламентские выборы в Израиле (2020)
Внеочередные парламентские выборы в Кнессет 23-го созыва были проведены 2 марта 2020 года. На выборах было избрано 120 членов парламента.

## Выборы
11 декабря 2019 года из-за продолжающейся неспособности всех партий сформировать правительство страны были назначены досрочные выборы, третьи в течение года после выборов в сентябре и апреле 2019 года.
Необходимость очередных внеочередных выборов в парламент страны возникла из-за того, что ни Биньямин Нетаньяху, ни глава оппозиции и центристского блока партий «Кахоль-Лаван» Бени Ганц не смогли в срок договориться о формировании коалиционного правительства.
Как и на выборах в 2019 году, ключевыми кандидатами на победу являются партии «Ликуд» и «Кахоль-лаван».
На выборах приняли участие 71 процент избирателей — это самый высокий показатель с 2015 года.

## Список партий
Полный список партий, участвовавших на выборах:
- «Ха-Хазон». Лидер — Алон Цион.
- «Оцма Либералит-Калькалит» («Либерально-экономическая мощь»). Лидер — Гилад Альпер.
- «Мифлегет ха-Гуш ха-Танахи» («Партия танахического блока»). Лидер — Денис Липкин.
- «ха-Лев ха-Йегуди» («Еврейское сердце»). Лидер — Йосеф Эли.
- «Манхигут Хевратит» («Социальное лидерство»). Лидер — Илан Машиха Яр Занбар.
- ШАС — Всемирное сефардское объединение блюстителей Торы, движение учителя раввина Овадьи Йосефа, да будет благословенна память праведника. Лидер — Арье Дери.
- «Исраэль Бейтейну» («Наш Дом Израиль во главе с Авигдором Либерманом»). Лидер — Авигдор Либерман.
- «Пеула ле-Исраэль» («Действие для Израиля»). Лидер — Науи Давид.
- «Пираты — для демократии жмите здесь». Лидер — Ноам Козар-Вайсбергер.
- «КАМА — Кидум Маамад ха-Прат» («Продвижение индивидуальных прав»). Лидер — Цубера Мордехай.
- «Квод ха-Адам бе рашут орех дин Аркадий Пугач» («Человеческое достоинство во главе с адвокатом Аркадием Пугачом»). Лидер — Аркадий Пугач.
- «Шма бе рашут Нафтали Гольдман» («Шма» («Слушай») во главе с Нафтали Гольдманом). Лидер — Нафтали Гольдман.
- «ха-Решима ха-Мешутефет» (ХАДАШ, РААМ, ТААЛ, БАЛАД — «Общий список»). Лидер — Айман Уда.
- «Ха-Авода» — «Гешер» — «Мерец». Лидер — Амир Перец.
- «Оцма Йегудит» («Еврейская мощь»). Лидер — Итамар Бен-Гвир.
- «Ани ве-Ата — Мифлегет ха-Ам ха-Исраэлит» («Я и ты — израильская народная партия»). Лидер — Алон Гилади.
- «ДААМ — зелёная экономика, одна страна». Лидер — Тамир Йоав Галь.
- «Исраэлист — Зхуйотейну бе-Колейну Лихьот Тов Йотер» («Исраэлист — Наши права в нашем голосе за лучшую жизнь»). Лидер — Эйнат Сапир-Колман.
- «Мишпат Цедек, ле-Реформа бе-Маарехет ха-Мишпат ве ле-Шихрур Игаль Амир» («Справедливый суд, за реформу судебной системы и за свободу Игалю Амиру»). Лидер — Лариса Амир Ренана.
- «Миткадемет (бе-Шитуф им Тнуат ха-Дрор ха-Иври)» («Прогрессивная» (совместно с движением «ха-Дрор ха-Иври»)). Лидер — Андрей Давид Хасан Бал.
- «Коль ха-Нашим» («Голос Женщин»). Лидер — Мазаль Шауль.
- «Седер Хадаш — ле-Шинуй Шитат ха-Бхирот бе рашут орахат дин Авиталь Офек» («Новый порядок — за изменение системы выборов во главе с адвокатом Авиталем Офеком»). Лидер — Авиталь Офек.
- «Яхадут ха-Тора ва ха-Шабат, Агудат Исраэль — Дегель ха-Тора». Лидеры — Яаков Лицман и Моше Гафни.
- «Адом-Лаван» («Красно-Белые»). Лидер — Ами Финштейн.
- «Ихуд ха-Брит ве-ха-Шутафут» («Единение и партнёрство»). Лидер — Бшара Шлиан.
- «Кахоль-лаван во главе с Бени Ганцем». Лидер — Бени Ганц.
- «Цомет — ха-Тнуа ле-Ционут Митхадешет» («Цомет — движение обновлённого сионизма»). Лидер — Шай Даян.
- «Ликуд во главе с Биньямином Нетаниягу на пост премьер-министра». Лидер — Биньямин Нетаниягу.
- «Коах Лехашпиа ле-Маан ха-Ам Лихьот бе-Кавод» («Возможность влиять ради народа и за достойную жизнь»). Лидер — Йохай Ихье Док.
- «Ямина» («Вправо»). Лидер — Нафтали Беннет.

## Результаты
| |                                         |           |       |               |     |  |  |  |  |
| Партия | Партия                                  | Голоса    | %     | Мест получено | +/- |  |  |  |  |
| | Ликуд                                   | 1,352,449 | 29.46 | 36            | +4  |  |  |  |  |
| | Кахоль-лаван                            | 1,220,381 | 26.59 | 33            | 0   |  |  |  |  |
| | Общий список                            | 581,507   | 12.67 | 15            | +2  |  |  |  |  |
| | Шас                                     | 352,853   | 7.69  | 9             | 0   |  |  |  |  |
| | Яхадут ха-Тора                          | 274,437   | 5.98  | 7             | 0   |  |  |  |  |
| | Авода-Гешер-Мерец                       | 267,480   | 5.83  | 7             | -3  |  |  |  |  |
| | Наш дом Израиль                         | 263,365   | 5.74  | 7             | -1  |  |  |  |  |
| | Ямина                                   | 240,689   | 5.24  | 6             | -1  |  |  |  |  |
| |                                         |           |       |               |     |  |  |  |  |
| | Оцма Йегудит                            | 19,402    | 0.42  | 0             | 0   |  |  |  |  |
| | Либерально-экономическая мощь           | 3,781     | 0.08  | 0             | --  |  |  |  |  |
| | Голос Женщин                            | 2,773     | 0.06  | 0             | --  |  |  |  |  |
| | Пираты                                  | 1,473     | 0.03  | 0             | 0   |  |  |  |  |
| | Мишпат Цедек                            | 1,375     | 0.03  | 0             | --  |  |  |  |  |
| | Исраэлист                               | 980       | 0.02  | 0             | 0   |  |  |  |  |
| | Я и ты                                  | 812       | 0.02  | 0             | --  |  |  |  |  |
| | Единение и партнёрство                  | 677       | 0.01  | 0             | 0   |  |  |  |  |
| | Новый порядок                           | 677       | 0.01  | 0             | 0   |  |  |  |  |
| | Коах Лехашпиа                           | 667       | 0.01  | 0             | --  |  |  |  |  |
| | Миткадемет                              | 622       | 0.01  | 0             | 0   |  |  |  |  |
| | Даам                                    | 612       | 0.01  | 0             | 0   |  |  |  |  |
| | Еврейское сердце                        | 516       | 0.01  | 0             | --  |  |  |  |  |
| | Шма                                     | 442       | 0.01  | 0             | --  |  |  |  |  |
| | Партия танахического блока              | 389       | 0.01  | 0             | 0   |  |  |  |  |
| | Кама                                    | 350       | 0.01  | 0             | 0   |  |  |  |  |
| | Красное и белое                         | 342       | 0.01  | 0             | 0   |  |  |  |  |
| | ха-Хазон                                | 308       | 0.01  | 0             | --  |  |  |  |  |
| | Манхигут хевратит                       | 271       | 0.01  | 0             | 0   |  |  |  |  |
| | Человеческое достоинство                | 222       | 0.00  | 0             | 0   |  |  |  |  |
| | Action for Israel                       | 210       | 0.00  | 0             | --  |  |  |  |  |
| Invalid/blank votes | Invalid/blank votes                     | 25,073    | -     | -             | -   |  |  |  |  |
| Всего | Всего                                   | 4 615 135 | 100   | 120           | 0   |  |  |  |  |
| Зарегистрированных проголосовавших/явка | Зарегистрированных проголосовавших/явка | 6,453,255 | 71.52 | -             | -   |  |  |  |  |
| Источник: CEC Архивная копия от 4 марта 2020 на Wayback Machine (votes), Times of Israel Архивная копия от 11 января 2021 на Wayback Machine (votes) |                                         |           |       |               |     |  |  |  |  |

## Формирование коалиции
Выборы в апреле 2019 года были проведены по причине того, что министр обороны Авигдор Либерман выступил за законопроект об армейской службе, против которого выступали представители правых религиозных партий. Этот законопроект предполагал отмену отсрочки призыва для студентов, изучающих Тору. После того, как этот законопроект не был поддержан, партия Наш дом-Израиль объявила о выходе из коалиции. Это привело к тому, что правое правительство лишилось поддержки большинства в Кнессете. После этого были назначены досрочные выборы, которые прошли в апреле 2019 года. По итогам этих выборов не была сформирована коалиция, и и. о. премьер-министра Биньямин Нетаньяху внёс законопроект о роспуске Кнессета, чтобы его конкурент Бени Ганц не смог начать переговоры о создании левой коалиции. Ситуация повторилась в сентябре 2019 и по итогам вторых за год выборов не было сформировано большинство. Третьи за год досрочные выборы были назначены на 2020 год. По итогам выборов партия Наш дом-Израиль уменьшила своё представительство. Авигдор Либерман согласился участвовать в переговорах о формировании левой коалиции, которая получила поддержку левых арабских партий, объединённых в Общий блок, в том числе коммунистической партии Хадаш. Эта коалиция имела бы слабое большинство в 61 депутата. Однако один из депутатов партии Кахоль-лаван отказался голосовать за правительство, которое опиралось бы на поддержку арабских партий. В итоге формирование левой коалиции стало невозможным. Начались переговоры о формировании большой коалиции, включающей Ликуд и Кахоль-лаван, которые завершились успешно. По итогам переговоров достигнута договорённость, что первые 18 месяце в премьерское кресло займёт Нетаньяху, затем (с ноября 2021) 18 месяцев премьером должен стать Ганц.